# Leo Arnaud
Noël Leon Marius Arnaud (Lione, 24 luglio 1904 – Hamptonville, 26 aprile 1991) è stato un compositore francese naturalizzato statunitense, conosciuto per i suoi lavori sulle colonne sonore cinematografiche e per il brano Bugler's Dream, utilizzato negli Stati Uniti come sigla d'apertura nelle trasmissioni dedicate ai giochi olimpici.

## Biografia
Studiò composizione ai conservatori di Lione e Parigi con Maurice Ravel e Vincent d'Indy. Dopo alcune performance in Francia come trombonista jazz sotto lo pseudonimo di Leo Vauchant e poi in Inghilterra come arrangiatore per la banda di Jack Hylton tra il 1920 e il 1930, nel 1931 emigrò negli Stati Uniti. A Hollywood lavorò prima come arrangiatore per Fred Waring e poi nel 1936 approdò alla Metro-Goldwyn-Mayer come arrangiatore, compositore e orchestratore, lavorandovi fino al 1966.
Nel 1980 lasciò Hollywood per ritirarsi nella contea di Yadkin, nella Carolina del Nord, zona dalla quale proveniva la moglie Faye Brooks Arnaud. Morì il 26 aprile 1991, ed è seppellito ad Hamptonville, sempre nella Carolina del Nord.

## Bugler's Dream
Il brano Bugler's Dream, composto da Arnaud, è noto specialmente negli Stati Uniti in quanto tema musicale utilizzato dalle emittenti ABC e NBC nelle loro trasmissioni durante i giochi olimpici. Dal carattere maestoso, inizia con un ritmo scandito dai timpani al quale si unisce poco dopo un tema distintivo effettuato dalla sezione degli ottoni. Il tema è basato sulla composizione "Salut aux étendards" di David Buhl, una tipica carica di cavalleria per tromba, scritta durante il Consolato napoleonico.
Arnaud venne incaricato dal direttore d'orchestra Felix Slatkin di comporre un pezzo per il suo album Charge! nel 1958. Arnaud scrisse quindi The Charge Suite, che includeva il brano Bugler's Dream. L'emittente ABC iniziò ad usare il tema come cover musicale nel 1968 per i giochi invernali di Grenoble e poi in seguito per tutti i giochi olimpici. L'emittente NBC utilizzò un tema diverso per le Olimpiadi del 1988 a Seul, ma già dall'edizione successiva a Barcellona nel 1992 tornò a utilizzare il tema di Arnaud.
Per le Olimpiadi del 1984 a Los Angeles, il compositore americano John Williams scrisse un inno olimpico dal titolo "Olympic Fanfare and Theme" che consiste in un arrangiamento del Bugler's Dream di Arnaud, a cui segue la composizione di Williams. L'arrangiamento è del tutto simile a quello originale di Arnaud, se non per una ripetizione del tema effettuata dall'intera orchestra.
Negli Stati Uniti spesso accade che Bugler's Dream venga utilizzato durante le cerimonie di laurea o diploma accademico.

## Filmografia parziale

### Anni '30
- Nata per danzare, arrangiamenti parti per coro (1936)
- Un giorno alle corse, arrangiamenti (1937)
- Rosalie, orchestrazione e arrangiamento parti vocali (1937)
- La città dell'oro (film), orchestrazione e arrangiamento parti vocali (1938)
- Cuori umani, orchestrazione (1938, non accreditato)
- Maria Antonietta , orchestrazione (1938, non accreditato)
- La città dei ragazzi, arrangiamenti musicali (1938)
- Follie sul ghiaccio, arrangiamenti musicali (1939)
- La signora dei tropici, orchestrazione (1939, non accreditato)
- Broadway Serenade, direzione di coro e orchestra (1939)
- Piccoli attori, orchestrazione (1939)

### Anni '40
- Questa donna è mia, orchestrazione (1940, non accreditato)
- Balla con me, orchestrazione (1940)
- Two girls on Broadway, orchestrazione (1940, non accreditato)
- Musica indiavolata, orchestrazione e arrangiamento parti vocali (1940)
- Non tradirmi con me, orchestrazione (1941)
- Le fanciulle delle follie, orchestrazione e arrangiamento parti vocali (1941)
- Il bazar delle follie, orchestrazione e arrangiamento parti vocali (1941)
- L'inarrivabile felicità, arrangiamenti (1941, non accreditato)
- Il figlio della furia, orchestrazione (1942)
- Rotta sui Caraibi, orchestrazione e arrangiamento parti vocali (1942)
- Tra le nevi sarò tua, orchestrazione (1942, non accreditato)
- Mademoiselle du Barry, orchestrazione (1943)
- Così sono le donne, orchestrazione (1948)
- Il bacio di Venere, direttore musicale (1948)
- Ti amavo senza saperlo, orchestrazione (1948)
- La figlia di Nettuno, orchestrazione (1949)
- I Barkleys di Broadway, arrangiamenti musicali (1949)
- Il bacio di mezzanotte, orchestrazione (1949)

### Anni '50
- Due settimane d'amore, orchestrazione (1950)
- Tre piccole parole, arrangiamenti musicali (1950)
- La donna del gangster, orchestrazione (1951)
- Squilli di primavera, orchestrazione (1952)
- Sombrero, direttore musicale (1953)
- Rose Marie, orchestrazione (1954)
- Sette spose per sette fratelli, orchestrazione (1954)

### Anni '60
- La ragazza più bella del mondo, orchestrazione (1962)
- Voglio essere amata in un letto d'ottone, orchestrazione (1964)
- F.B.I., composizione (serie TV, 2 episodi, 1965)
- Blue Movie, orchestrazione (1968)

### Anni '70
- La figlia di Ryan, orchestrazione (1970)

## Premi
Arnaud è stato co-nominato assieme ad altre cinque persone al premio Oscar per la migliore colonna sonora nell'edizione del 1965, per l'adattamento delle musiche per il film Voglio essere amata in un letto d'ottone.